# Kisbabot
Kisbabot es un pueblo húngaro perteneciente al distrito de Tét en el condado de Győr-Moson-Sopron, con una población en 2013 de 213 habitantes.
Se conoce su existencia desde 1222. En 1534, el rey Fernando donó la localidad a György Cseszneky. Es una localidad de pequeño tamaño porque ha sido destruida en varias ocasiones: primero por los turcos, en 1700 por una inundación, en 1748 por un incendio y en 1848 por las tropas de Josip Jelačić.
Se ubica unos 10 km al noroeste de la capital distrital Tét, a orillas del río Raba.